# Pseudocercospora catappae
Pseudocercospora catappae är en svampart som först beskrevs av Henn., och fick sitt nu gällande namn av Y.L. Guo & X.J. Liu 1989. Pseudocercospora catappae ingår i släktet Pseudocercospora och familjen Mycosphaerellaceae.   Inga underarter finns listade i Catalogue of Life.